# Anaxipha schunkei
Anaxipha schunkei är en insektsart som beskrevs av Lucien Chopard 1956. Anaxipha schunkei ingår i släktet Anaxipha och familjen syrsor. Inga underarter finns listade i Catalogue of Life.